# Lago Engozero
El lago Engozero (del ruso: Энгозеро) es un lago de agua dulce situado en la República de Carelia, en  Rusia. Su superficie es  de 122 km² (sin las islas), tiene una  longitud de 36,4 km, una anchura de 7,9 km y su profundidad máxima es de 18 metros. Hay 144 islas que ocupan una superficie total de 14 km².